# Орскнефтеоргсинтез
«Орскнефтеоргси́нтез» — один из ведущих нефтеперерабатывающих заводов России. Расположен в городе Орске (Оренбургская область). В настоящий момент входит в структуру АО «Фортеинвест», одного из ключевых предприятий в промышленном блоке группы «САФМАР» предпринимателя Михаила Гуцериева.

## История
Завод вступил в строй 24 декабря 1935 года.
Мощность завода по переработке нефти составляет 6,6 млн тонн в год. В состав предприятия входят 4 установки первичной переработки нефти, 2 установки каталитического риформинга; установка гидроочистки керосина; установка гидроочистки дизельного топлива; производство масел; битумное производство.
В перспективы предприятия входит реконструкция и техническое перевооружение производства: строительство новой, современной эстакады налива, которая решит вопросы оперативности и экологической безопасности; строительство установки изомеризации пентан-гексановой фракции для улучшения качества бензинов.
Набор технологических процессов позволяет выпускать около 30-ти видов различной продукции: автобензины, дизельное топливо, масла, авиакеросин, битум, мазут.
22 декабря 2005 года ОАО «Орскнефтеоргси́нтез» вошло в состав вертикально-интегрированного нефтяного холдинга «РуссНефть».
В июле 2011 года «РуссНефть», совладельцем которой является Михаил Гуцериев, сообщила о продаже компании. Как отмечала газета «Коммерсантъ», со ссылкой на неназванные источники, покупателем выступила группа иностранных инвесторов, связанных с казахским рынком, а сумма сделки составила не более $700 млн. Однако чуть позже это же издание, ссылаясь на источник, близкий к сделке, в качестве покупателя называло структуры самого Михаила Гуцериева.
15 сентября 2011 года издание «Ведомости» сообщило что новым владельцем НПЗ владеющим 92,2 % обыкновенных акций «Орскнефтеоргсинтеза» стала кипрская компания Sermules Enterprises Limited. Из текста обязательной оферты компании на выкуп с рынка оставшихся 7,8 % бумаг (документ опубликован депозитарием «Атон») конечным бенефициаром этой кипрской компании является гражданин Казахстана Игорь Владимирович Школьник сын бывшего вице-премьера страны и экс-замруководителя администрации президента Казахстана Владимира Школьника, который сейчас возглавляет госкомпанию «Казатомпром». Цена сделки составила около $280 млн долларов США. В рамках программы модернизации производства в 2012 г. Орский НПЗ приступил к реализации проекта строительства комплекса изомеризации «Изомалк-2».
В 2015 году основным акционером Орского НПЗ вновь стали структуры Михаила Гуцериева. «Орскнефтеоргсинтез» вошел в состав активов АО «Фортеинвест», которое специализируется на управлении нефтеперерабатывающими предприятиями. Новые собственники дали старт масштабной инвестиционной программе, основным звеном которой является модернизация завода. В августе 2018 года был выведен на технологический режим с получением гарантийных показателей основной объект программы модернизации завода — комплекс гидрокрекинга. Объём инвестиций в строительство Комплекса составил около 40 млрд рублей, при финансировании использовались как собственные, так и заемные средства. Общая стоимость реализуемой на заводе программы модернизации составляет порядка $1,3 млрд (или 70 млрд рублей).
В первом полугодии 2019 объём выпуска светлых нефтепродуктов на «Орскнефтеоргсинтезе» составил порядка 1 684 тысяч тонн, это на 26,7 % больше, чем за аналогичный период прошлого года. За отчетный период было переработано свыше 2 319 тысяч тонн нефтяного сырья. Глубина переработки нефти в этом периоде превысила показатель в 84 %, для сравнения, по итогам первого полугодия 2018 эта цифра составляла 81 %.
Директором ПАО «Орскнефтеоргси́нтез» является Дудников  Юрий Владимирович .

## Известные сотрудники
- Василий Иванович Нетесанов (1910—1972) — старший оператор, Герой Социалистического Труда
- Виталий Андреевич Сорокин (1921—1985) — работник заводоуправления, Герой Советского Союза
- Алексей Фёдорович Туркин (1914—1978) — начальник ремонтно-механического цеха, Герой Социалистического Труда